# Stehelčeves
Stehelčeves (vroeger, en thans in de volksmond: Stelčoves - Duits: Steltschowes) is een Tsjechische gemeente in de regio Midden-Bohemen en maakt deel uit van het district Kladno.
Stehelčeves telt 1117 inwoners (2023).

## Geschiedenis
De eerste schriftelijke vermelding van het dorp dateert van 1316, toen een zekere Jan van Stehelčeves (Jan de Stehelcziewssi) werd genoemd. Aan de westkant van de gemeente (bij de huidige onverharde weg van Vrapice naar Cvrčovice), was van 1841 tot 1891 de zwartesteenkoolmijn Vítek in bedrijf. De mijn lag op 159 meter diepte. 900 meter ten oosten van Vítek werd tussen 1871 en 1873 een andere schacht gegraven, die al snel werd omgevormd tot de Středočeský pivovar (Centraal Boheemse Brouwerij). Thans worden de voormalige brouwerijgebouwen voor andere doeleinden gebruikt.
Tot het begin van de 20e eeuw behoorde Vrapice, dat thans bij Kladno hoort, ook tot Stehelčeves.
Aan de oostkant van het dorp ligt een kleine heuvel genaamd Homolka, direct boven de Dřetovickýbeek. Systematische opgravingen door Amerikaanse en Tsjechische archeologen in 1929-1931 en 1960-1961 vonden aldaar restanten van een heuvelfort, eveneens Homolka genaamd, uit de kopertijd, een van de belangrijkste overblijfselen van de Řivnáč-cultuur.
Sinds 1960 is Stehelčeves een zelfstandige gemeente binnen het district Kladno.

## Voorzieningen
In Stehelčeves zijn een kleuter- en basisschool gevestigd. Verder is er een voetbalteam genaamd SK Stehelčeves.

## Verkeer en vervoer

### Autowegen
Weg II/101 loopt door de gemeente en verbindt Stehelčeves met Kralupy nad Vltavou enerzijds en Kladno anderzijds. Snelweg D7 loopt langs de gemeentegrens en verbindt Stehelčeves met Praag en Chomutov.

### Spoorlijnen
Er is geen spoorlijn of station op het grondgebied in dorp. Het dichtstbijzijnde station is Brandýsek, op een 2 km afstand. Dat station ligt aan spoorlijn 093 Kralupy nad Vltavou - Kladno.

### Buslijnen
| Halte                         | Lijn    | Route                                  | Vervoerder                                                         |
| ----------------------------- | ------- | -------------------------------------- | ------------------------------------------------------------------ |
| Stehelčeves, ObÚ              | 342 629 | Slaný - Nádraží Dřetovice - Bratronice | POHL Kladno ČSAD MHD Kladno (in opdracht van Arriva Střední Čechy) |
| Stehelčeves, u Brůdku         | 629     | Dřetovice - Bratronice                 | ČSAD MHD Kladno (in opdracht van Arriva Střední Čechy)             |
| Stehelčeves, Obchodní centrum | -       | -                                      | -                                                                  |

## Galerĳ

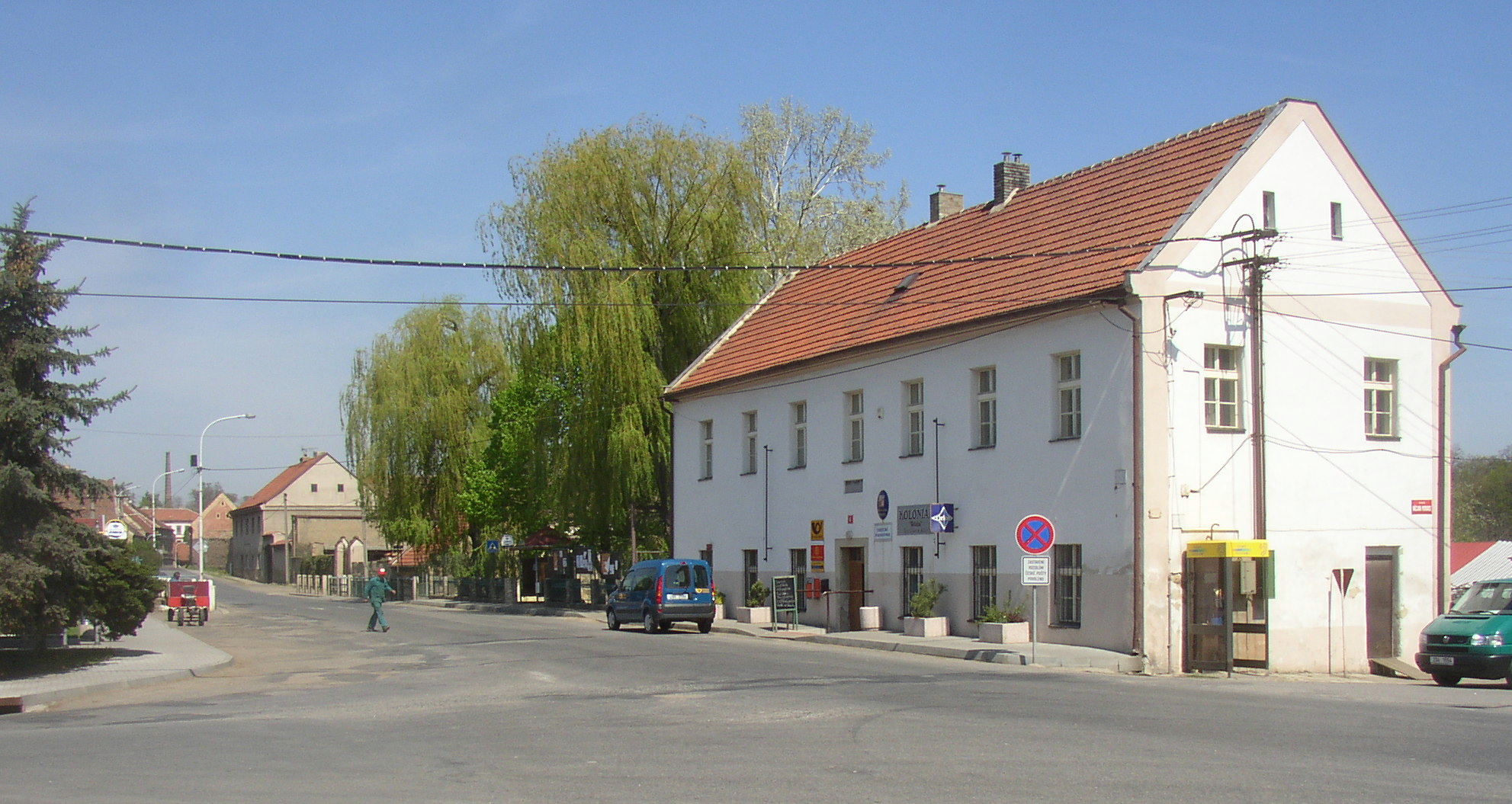
Gemeentehuis, bibliotheek en postkantoor
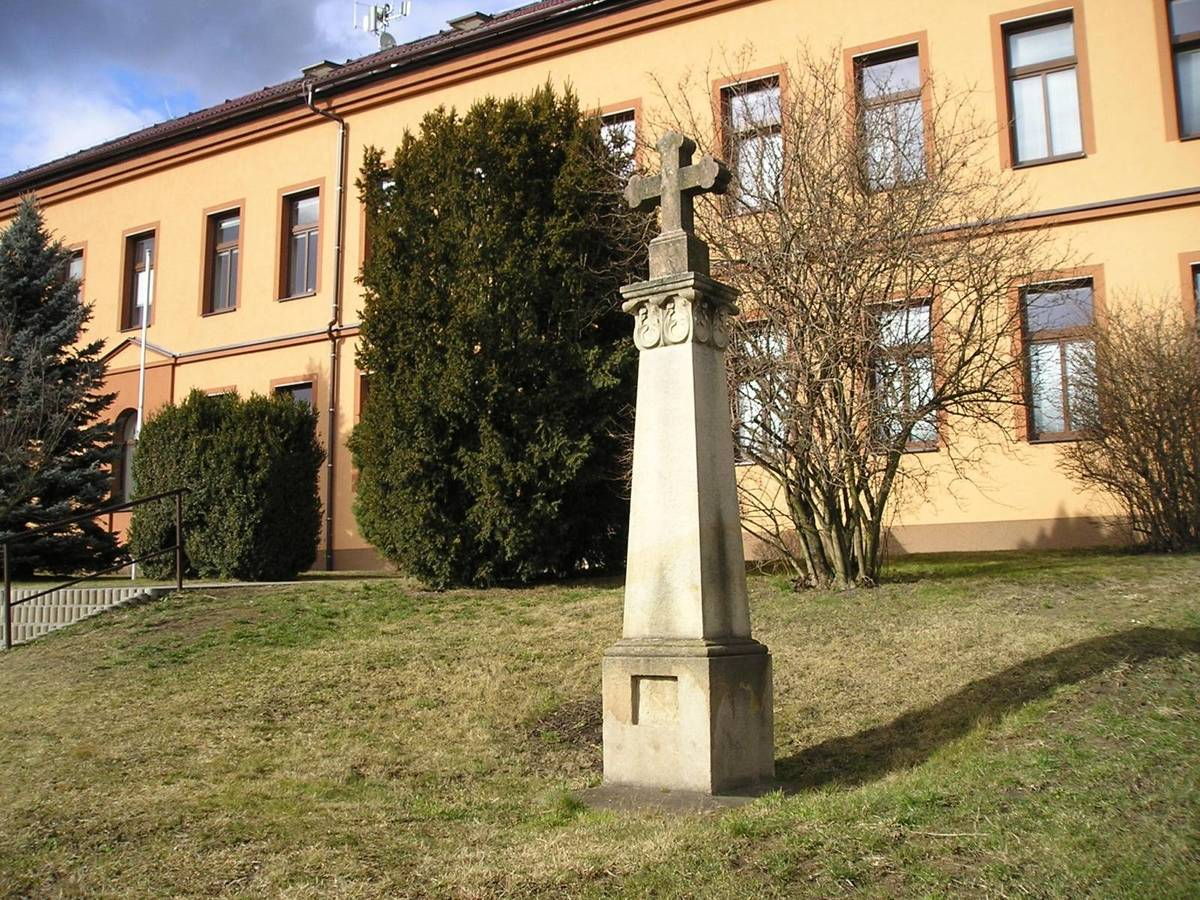
Kruis
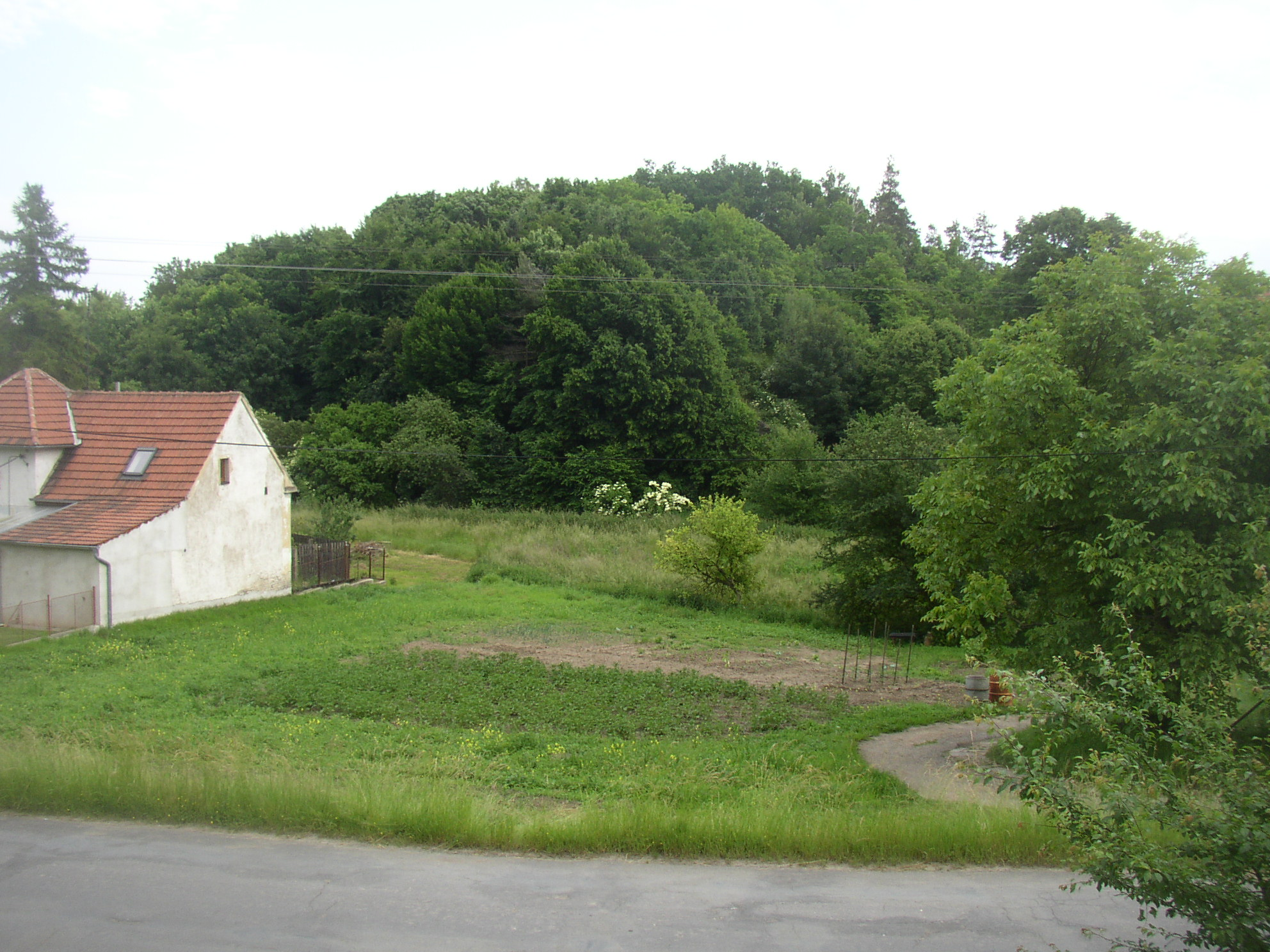
Locatie van voormalig heuvelfort
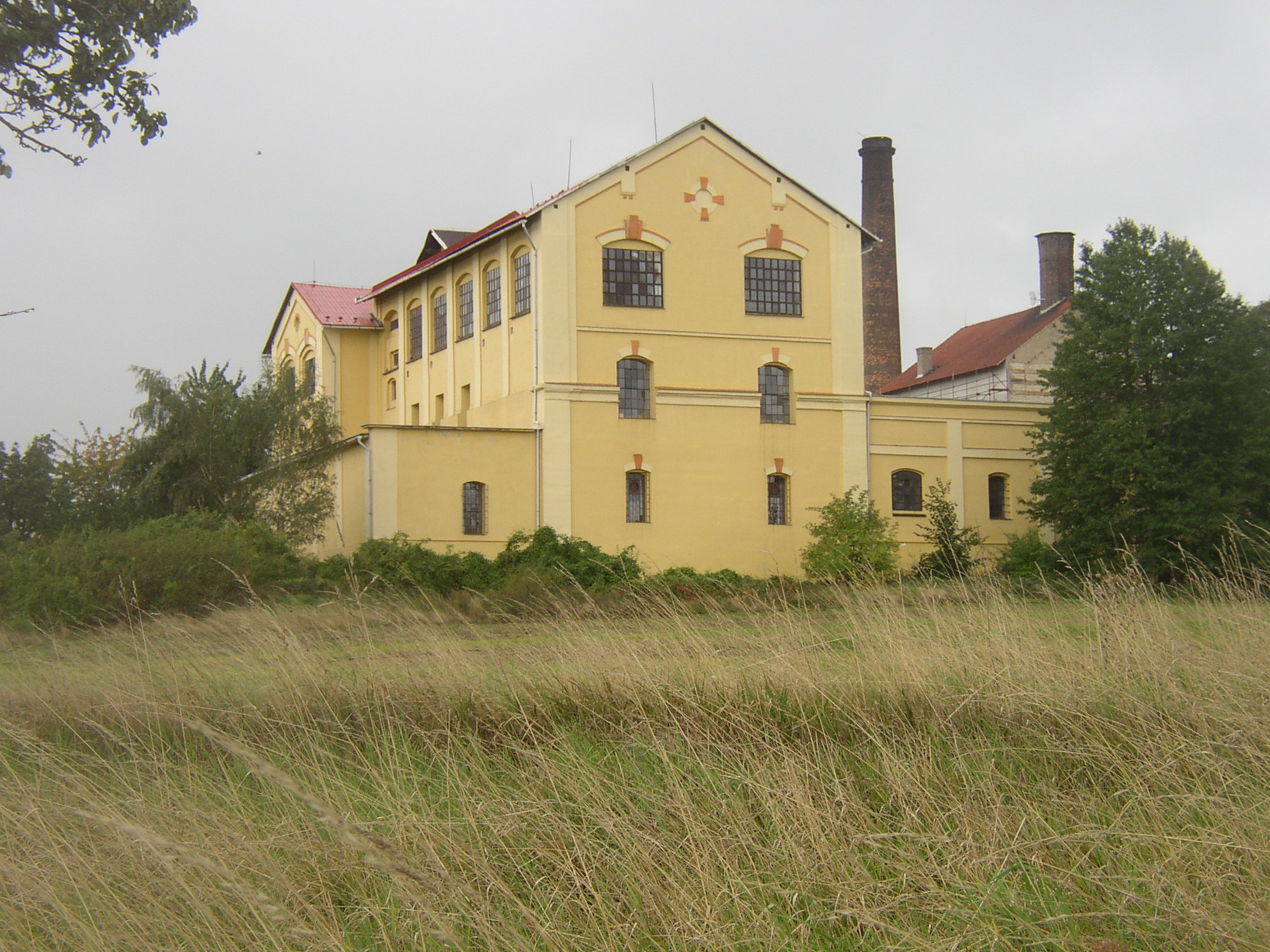
Voormalige brouwerij